# Thibaut François
Pour les articles homonymes, voir François.
Thibaut François, né le 10 décembre 1989 à Strasbourg, est un homme politique français, membre du Rassemblement national et député de 2022 à 2024.

## Biographie
Membre du Rassemblement national, il est élu en 2022 député de la 17e circonscription du Nord. Déjà candidat sur cette circonscription en 2017, il s'est incliné au second tour avec près de 40 % des suffrages.
Tête de liste, il est élu en 2020 conseiller municipal d'opposition à Douai avec près de 15 % des voix.
Il est secrétaire général du parti d’extrême droite Mouvement pour une Europe des nations et des libertés  et de la fondation ENL au Parlement européen, fonction à laquelle, selon Libération, il fait la « chasse aux éléments jugés insuffisamment lepénistes » aux côtés de Philippe Olivier et Jérôme Rivière. Il contrôle aussi officieusement la fondation Identité et Démocratie, ce qui conduit à des tensions et à des démissions, dont celles de Thierry Mariani et Jean-Luc Schaffhauser, qui l'accusent de faire de la rétention de documents et d'informations,.
Pendant la présidentielle de 2022, sa principale fonction est de débusquer les « taupes » pro-Zemmour, imaginant même faire passer de fausses listes de vote pour voir qui les communique à Reconquête.
Il est élu en juin 2022 avec 15 408 voix (53,57 %) face au député de la majorité sortant Dimitri Houbron 13 354 voix (46,43 %), et conserve son siège jusqu'en 2024.